# Keith Knudsen
Keith Knudsen (18 de fevereiro de 1948 —  8 de fevereiro de 2005) foi um baterista estadunidense.

## Biografia
Knudsen nasceu em  Le Mars, Iowa e começou a tocar bateria no colégio.  Ele ficou conhecido em 1974 quando recebeu um convite para trabalhar com os The Doobie Brothers,  substituído Michael Hossack e estreou no álbum  What Were Once Vices Are Now Habits, lançado no mesmo ano.
Depois de 1982, formou com John McFee a banda de country rock Southern Pacificc. 
Knudsen reuniu-se com The Doobie Brothers em 1987 para ajudar a fundação National Veterans Foundation e permaneceu na banda após a dissolução do Southern Pacific em 1993.
Knudsen faleceu em 2005 de pneumonia.

## Discografia
Com The Doobie Brothers
- What Were Once Vices Are Now Habits (1974)
- Stampede (1975)
- Takin' It to the Streets (1976)
- Livin' on the Fault Line (1977)
- Minute by Minute (1978)
- One Step Closer (1980)
- Farewell Tour (1983)
- Rockin' Down the Highway: The Wildlife Concert' (1996)
- Best of the Doobie Brothers Live (1999)
- Sibling Rivalry (2000)
- Divided Highway (2003)
- Live at Wolf Trap (2004)

Com Southern Pacific
- Southern Pacific (1985)
- Killbilly Hill (1986)
- Zuma (1988)
- County Line (1989)